# Talijanski zločini tijekom 2. svjetskog rata
Talijanski zločini tijekom 2. svjetskog rata označavaju brojne ratne zločine koje su tijekom Drugog svjetskog rata talijani počinili prema narodima na zaposjednutim područjima.
U cjelokupnoj aktivnosti talijanskih okupatora, zločini ne predstavljaju pojedine slučajeve nego organizirane, ili od strane rukovodstava odobrene zločine.
Preko 1.200 talijanskih časnika i vojnika bili su osumnjičeni da su počinili ratne zločine za koje su prikpuljeni i predani dokumenti nadležnim međunarodnim tijelima. Niti jedan od talijanskih pripadnika vojske i drugih formacija nije doveden do tijela pravosuđa zbog poćinjenih ratnih zločina okupatora u Etiopiji, Libiji,  Grčkoj, Hrvatskoj, Sloveniji, Albaniji i istočnoj fronti. Razlog za to je prijelaz Italije na stranu saveznika 1943.
Povjesničar Michael Palumbo je ustvrdio da su talijanski fašisti ubili najmanje milijun ljudi, od toga najviše 300.000 Etiopiji, oko 300.000 u Hrvatskoj i Sloveniji, zatim oko 200.000 u Grčkoj, oko 100.000 u Libiji i oko 100.000 u Albaniji, Francuskoj i Rusiji.
Najveći ratni zločinci među talijanskim visokim dužnosnicima i zapovjednicima bili su su Mario Roatta, Mario Robotti, Umberto Fabri, Carlo Ghe i Alberto Seragli. Roatta je sve do kraja 1942. godine bio zapovjednik II. armije za Sloveniju i Dalmaciju. Svojedobno je poručio vojsci da se ne smiju držati vojne formule "dente per dente" (zub za zub), već one "testa per dente" (glava za zub). Roatta nikada nije osuđen i živio je do 1968. godine.

## Talijanski zločini u Hrvatskoj
Od 27. srpnja 1942. do 11. rujna 1943. na otoku Rabu postojao je talijanski Koncentracijski logor Kampor. U logoru patilo je oko 15 000 Hrvata, Slovenaca i Židova. Neljudski životni uvjeti, glad, bolesti i nasilje prouzročili su masovno umiranje logoraša. Poslanik NDH u Rimu Ante Nikšić ističe početkom srpnja 1943. da se u talijanskim sabirnim logorima nalazi oko 70 000 Hrvata.

## Kronologija
(popis nepotpun)

### 1942.
12. srpnja 1942. u Podhumu nakon što su partizani ubili talijansku učiteljicu i pobjegli, talijani su ušli rano ujutro u selo Podhum i strijeljali većinom sve muško stanovništvo (koje većinom nije imalo veze s partizanima) njih pristunih 91, spasili su se samo oni koji su tada bili na ranojutarnjoj misi. U talijanske koncentracijske logore odvedeno je oko 800 straca, žena i djece, te je pri tome spaljeno cijelo selo.
Koncentracijski logor Gonars koji je osnovan je 23. veljače 1942. u mjestu Gonars u blizini Palmanove u sjevernoistočnoj Italiji.

## Povezano članci
- Drugi talijansko-abesinski rat

## Vanjske poveznice
- Thephora.net  Arhivirana inačica izvorne stranice od 4. ožujka 2016. (Wayback Machine)